# Village People

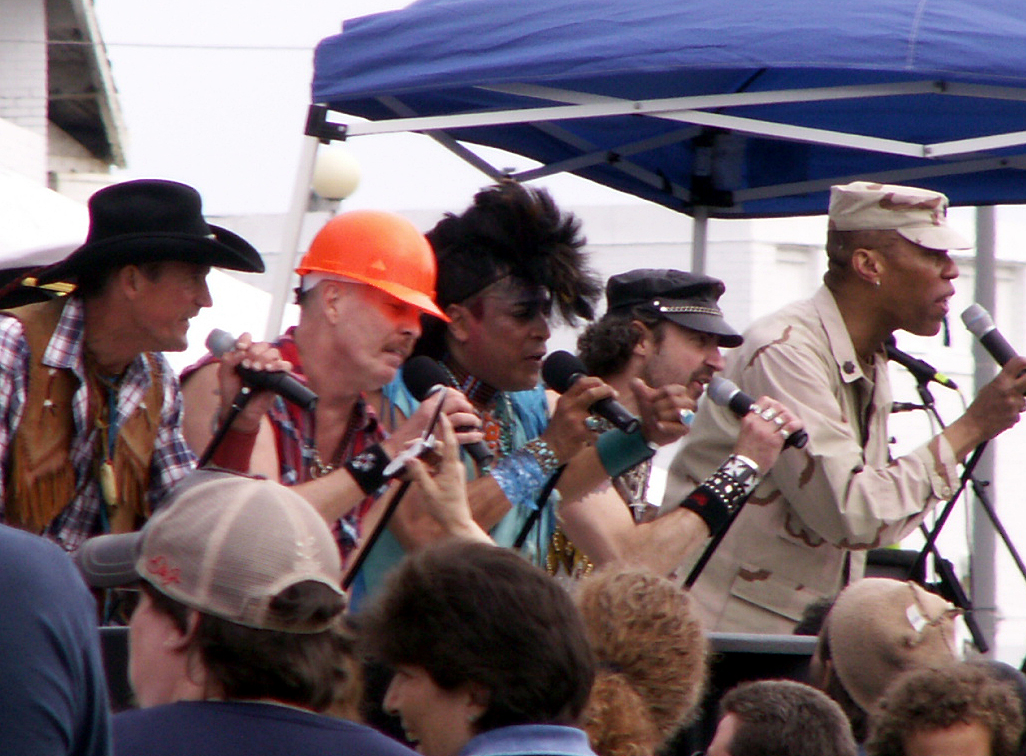
Village People in 2006

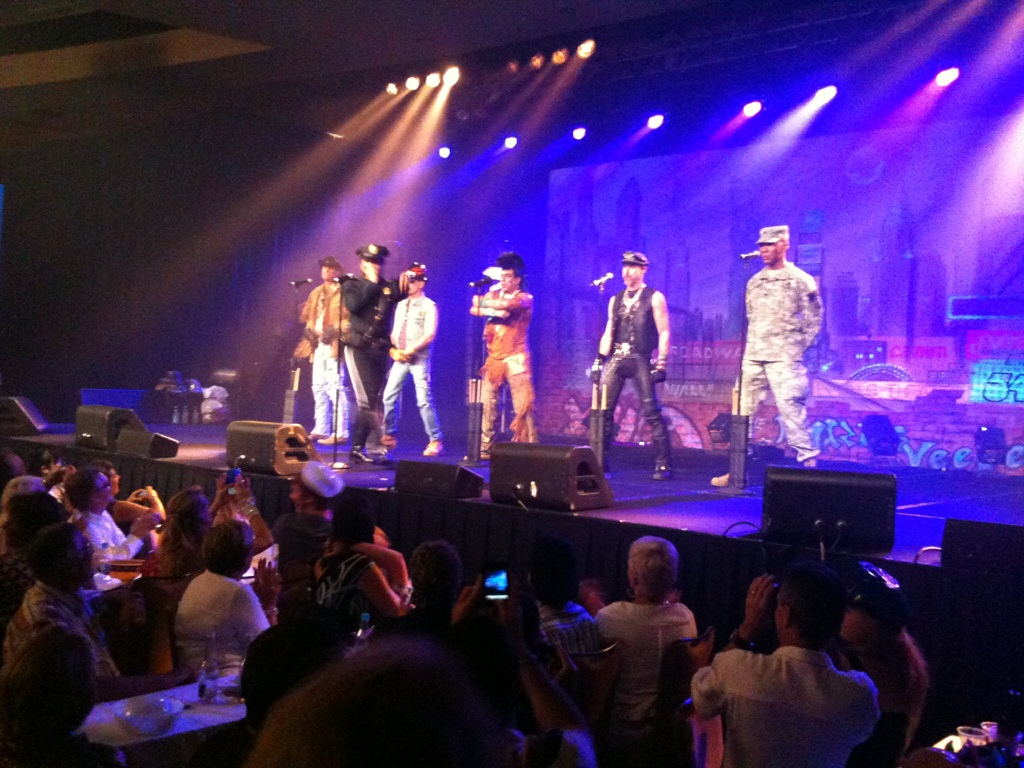
Village People in 2009

Village People is een Amerikaanse discogroep die vooral in de late jaren zeventig van de 20e eeuw succesvol was. De groep is vernoemd naar Greenwich Village, een grote uitgaansbuurt voor homo's in New York waar de groepsleden vaak kwamen. Hun grootste hits worden nog vaak gehoord als feestmuziek.
In de oorspronkelijke bezetting bestond de groep uit David Hodo, Alex Briley, Felipe Rose, Victor Willis, Glenn Hughes (niet te verwarren met de gelijknamige hardrock-bassist) en Randy Jones. De groep, die gemanaged werd door de Franse componist Jacques Morali en diens zakenpartner Henri Belolo, stond bekend om zijn aanstekelijke poppy melodieën en suggestieve teksten, maar vooral om het uiterlijk vertoon van de groepsleden die waren gekleed als respectievelijk bouwvakker, soldaat (matroos in In the Navy), indiaan, politieman, motorrijder en cowboy. Hierdoor kreeg de groep bij wijze van camp een zekere plaats in de homoseksuele subcultuur.

## Biografie

### 1977-1979
Village People werd in 1977 opgericht nadat Victor Willis op de gelijknamige plaat had gezongen en er vraag naar optredens kwam.
De grote populariteit van de groep kwam op een vreemde manier op gang: toen het lied In the Navy werd opgenomen bood de Amerikaanse marine aan een videoclip te financieren. Hiervoor werd groot marinematerieel gereserveerd. Toen de kranten er schande van spraken dat er zoveel overheidsgeld werd gespendeerd aan een videoclip, zag de marine van deze campagne af. Dit schandaal leverde de Village People zoveel publiciteit op dat het liedje meteen naar de top van de hitparade schoot.
Hoewel dit alles zich afspeelde in de tijd dat disco zijn belang als toonaangevende muziekstijl volledig had verloren (vanwege de Disco Sucks-actie), werden ook Macho Man, Go West en Y.M.C.A. enorme successen. Deze nummers waren, in tegenstelling tot de rest, geschreven door Victor Willis. Na de tournee van 1979 vertrok hij en daalde de populariteit van de groep.

### 1980-1985
Met Ray Simpson als nieuwe zanger speelden de leden van Village People in de film Can't Stop The Music (waarvoor Willis nog Magic Night en Milkshake heeft geschreven) die hen twee Golden Raspberry Awards opleverde. Desondanks werd de film een culthit.
Met het album Renaissance uit 1981 probeerde Village People op de uit Engeland overgewaaide New Romantics-beweging in te haken; het bracht echter geen hits voort. Ook een tijdelijke terugkeer van Victor Willis op Fox On The Box (in Amerika uitgebracht als In The Street) en het herstel van het oude imago maakten geen indruk. Op het eigentijdse Sex Over The Phone uit 1985 waren van de oorspronkelijke leden alleen soldaat Alex Briley, motorrijder Glenn Hughes en indiaan Felipe Rose (die het titelnummer zong) nog over. De groep had wederom een nieuwe zanger (Ray Stephens) en zelfs een invaller (Py Douglas).

### 1987-2016
In 1987 kwam de bezetting van Can't Stop The Music weer bij elkaar en richtte in 1988 een eigen managementbureau op.
In 1994 nam Village People een WK-lied op met het Duitse voetbalelftal. Nieuw materiaal verscheen pas in 2000 onder de naam The Amazing Veepers.
Glenn Hughes (al in 1995 vervangen door Eric Anzalone) overleed in 2001 aan longkanker. Felipe Rose verscheen datzelfde jaar in de Amerikaanse versie van Wie van de Drie.
In 2004 traden de Village People-leden op in het voorprogramma van Cher en Die Ärzte.
Politieman Victor Willis werd in 2006 zelf in de boeien geslagen en veroordeeld tot een jaar gevangenisstraf; na zijn vrijlating ging hij voor het eerst sinds 1979 weer optreden. Hij hertrouwde en verhuisde naar Wales.
Op 12 september 2008 kreeg de groep een ster op de Hollywood Walk of Fame.

### 2017-nu
In 2017 verwierf Willis de licentierechten op de groepsnaam en formeerde hij zijn eigen Village People; sinds 2018 is hij de officiële naamseigenaar. Felipe Rose maakte dat jaar zijn solodebuut met een cover van Going back to my roots van Odyssey; het werd bekroond met een Native American Music Award. In november 2018 verscheen A Village People Christmas, het eerste studioalbum in 33 jaar.
De door Ray Simpson geleide groep werd omgedoopt tot Kings of Disco en trad in juli 2019 in Nederland op met violist André Rieu.
Op 3 augustus 2019 kwam Henri Belolo op 82-jarige leeftijd te overlijden. Drie maanden later, op 4 november, werd Á Village People Christmas  heruitgebracht als Magical Christmas met twee extra tracks. Een single, Happiest Time of the Year, volgde 21 december. Op oudejaarsavond gaf de groep een concert op Times Square tijdens Fox's New Year's Eve with Steve Harvey en verbrak het aanwezige publiek het record Y.M.C.A-dansen.
Op 21 april 2020 bracht Village People een nieuwe single uit; If You Believe werd hun eerste top 20-hit in Amerika in veertig jaar tijd. President Trump gebruikte Macho Man en Y.M.C.A. voor zijn (her)verkiezingscampagne; Victor Willis maakte hier op 9 juni nog bezwaar tegen, maar kwam daar 11 september gedeeltelijk op terug. Dit werd geparodieerd door Saturday Night Live in de uitzending van 24 oktober. Een week later maakten Willis en zijn groepsgenoten andermaal duidelijk wat zij ervan vonden dat Trump hun muziek voor zijn campagne gebruikte. Op 7 november 2020 won Trumps tegenstander, Joe Biden, de de presidentsverkiezingen; de stemmers vierden dit door massaal de straat op te gaan en op Y.M.C.A. te dansen. Op 19 januari 2025, de dag voor de inauguratie van zijn tweede ambtstermijn, werd President Trump vergezeld op het podium door Village People op de tonen van ditzelfde lied.

## Discografie

### Albums
| Album met eventuele hitnotering(en) in de Nederlandse Album Top 100          | Datum van verschijnen | Datum van binnenkomst | Hoogste positie | Aantal weken | Opmerkingen   |
| ---------------------------------------------------------------------------- | --------------------- | --------------------- | --------------- | ------------ | ------------- |
| Village People                                                               | 11-07-1977            | -                     |                 |              |               |
| Macho man                                                                    | 27-02-1978            | -                     |                 |              |               |
| Cruisin'                                                                     | 25-09-1978            | 20-01-1979            | 3               | 13           |               |
| Go west                                                                      | 26-03-1979            | 07-04-1979            | 8               | 11           |               |
| Live and sleazy                                                              | 09-1979               | -                     |                 |              |               |
| Can't stop the music                                                         | 05-1980               | 20-09-1980            | 31              | 7            | Soundtrack    |
| Renaissance                                                                  | 06-1981               | -                     |                 |              |               |
| Fox on the box                                                               | 1982                  | -                     |                 |              |               |
| In the street                                                                | 1983                  | -                     |                 |              |               |
| Live: Seoul song festival                                                    | 1984                  | -                     |                 |              | Livealbum     |
| Sex over the phone                                                           | 1985                  | -                     |                 |              |               |
| Greatest hits                                                                | 1988                  | -                     |                 |              | Verzamelalbum |
| Greatest hits '89 remixes                                                    | 1989                  | -                     |                 |              | Verzamelalbum |
| The best of Village People                                                   | 22-03-1994            | -                     |                 |              | Verzamelalbum |
| The very best of                                                             | 1998                  | -                     |                 |              | Verzamelalbum |
| The best of Village People - 20th Century masters: The millennium collection | 21-08-2001            | -                     |                 |              | Verzamelalbum |

### Singles
| Single met eventuele hitnotering(en) in de Nederlandse Top 40 | Datum van verschijnen | Datum van binnenkomst | Hoogste positie | Aantal weken | Opmerkingen                              |
| ------------------------------------------------------------- | --------------------- | --------------------- | --------------- | ------------ | ---------------------------------------- |
| San Francisco (You've got me)                                 | 1977                  | -                     |                 |              |                                          |
| Village People                                                | 1977                  | -                     |                 |              |                                          |
| I am what I am                                                | 1978                  | -                     |                 |              |                                          |
| Macho man                                                     | 1978                  | -                     |                 |              |                                          |
| In Hollywood (Everybody is a star)                            | 1978                  | 06-05-1978            | 22              | 5            | Nr. 27 in de Single Top 100              |
| Y.M.C.A.                                                      | 13-11-1978            | 09-12-1978            | 1(3wk)          | 14           | Nr. 1 in de Single Top 100 / Alarmschijf |
| In the navy                                                   | 1979                  | 24-03-1979            | 1(1wk)          | 10           | Nr. 1 in de Single Top 100               |
| Go west                                                       | 1979                  | 23-06-1979            | 31              | 4            | Nr. 29 in de Single Top 100              |
| Ready for the 80's                                            | 1979                  | -                     |                 |              |                                          |
| Sleazy                                                        | 1979                  | -                     |                 |              |                                          |
| Can't stop the music                                          | 1980                  | -                     |                 |              |                                          |
| Magic night                                                   | 1980                  | -                     |                 |              |                                          |
| Do you wanna spend the night                                  | 1981                  | -                     |                 |              |                                          |
| 5 O'clock in the morning                                      | 1981                  | -                     |                 |              |                                          |
| Sex over the phone                                            | 1985                  | -                     |                 |              |                                          |
| New York City                                                 | 1985                  | -                     |                 |              |                                          |
| Livin' in the wildlife                                        | 1989                  | -                     |                 |              |                                          |
| Megamix                                                       | 1989                  | -                     |                 |              |                                          |
| Far away in America                                           | 1994                  | -                     |                 |              |                                          |

| Single met hitnotering(en) in de Vlaamse Ultratop 50 | Datum van verschijnen | Datum van binnenkomst | Hoogste positie | Aantal weken | Opmerkingen                |
| ---------------------------------------------------- | --------------------- | --------------------- | --------------- | ------------ | -------------------------- |
| Y.M.C.A.                                             | 1978                  | -                     |                 |              | Nr. 1 in de Radio 2 Top 30 |
| In the navy                                          | 1979                  | -                     |                 |              | Nr. 1 in de Radio 2 Top 30 |
| Go west                                              | 1979                  | -                     |                 |              | Nr. 9 in de Radio 2 Top 30 |
| Can't stop the music                                 | 1980                  | -                     |                 |              | Nr. 8 in de Radio 2 Top 30 |
| Megamix                                              | 1989                  | -                     |                 |              | Nr. 8 in de Radio 2 Top 30 |

### NPO Radio 2 Top 2000
| Nummer met noteringen in de NPO Radio 2 Top 2000 | '99 | '00 | '01 | '02 | '03 | '04 | '05  | '06 | '07  | '08 | '09  | '10  | '11-'12 | '13  | '14  | '15  | '16  | '17 | '18  |
| ------------------------------------------------ | --- | --- | --- | --- | --- | --- | ---- | --- | ---- | --- | ---- | ---- | ------- | ---- | ---- | ---- | ---- | --- | ---- |
| Y.M.C.A.                                         | 377 | 684 | 711 | 887 | 550 | 922 | 1068 | 994 | 1302 | 948 | 1788 | 1813 | -       | 1772 | 1772 | 1827 | 1838 | -   | 1842 |

1. ↑  Een '-' betekent dat het nummer niet was genoteerd en een vetgedrukt getal geeft de hoogste notering aan.
2. ↑  Deze tabel is bijgewerkt tot en met de laatste editie (2024).

## Trivia
- Anders dan wel gedacht wordt, behoort Born to be Alive niet tot het repertoire van de Village People. Dat nummer werd geschreven en gezongen door Patrick Hernandez. Deze verwarring is ooit ontstaan doordat het nummer door Mastermovies ten onrechte werd toegeschreven aan de Village People in een komisch en veelbekeken filmpje.
- De Amsterdamse Frank van der Pas gebruikte als Ome Henk de melodie van het nummer In the Navy voor zijn nummer Op de camping.
- De Belgisch-Vlaamse groep De Strangers maakte een persiflage-versie van In the Navy met de titel Bij de Rijkswacht. Deze single stond in Nederland in april 1979 drie weken genoteerd in de Tipparade.
- In 2015 waren de Village People gastartiest bij Toppers in Concert in de Amsterdam Arena.
- Het nummer Go West werd door de Zware Jongens gecoverd als 't is stil aan de overkant. Dit nummer is vaak te horen als het Nederlands elftal meedoet aan een EK of WK voetbal.